# Gewässersanierung
Unter dem Begriff Gewässersanierung versteht man die Verbesserung der Wasserqualität und des ökologischen Zustands von stehenden oder fließenden Gewässern. Hinsichtlich Qualität, Belastung und Sauerstoffgehalt werden Fließgewässer nach dem Saprobiensystem beurteilt, stehende Gewässer dagegen nach dem Trophiensystem.
Für ökologisch motivierte Gewässersanierung siehe Renaturierung sowie Wiedervernässung.

## Ursachen
Zumeist sind es bauliche Eingriffe und Störungen des Wasserhaushaltes, die zu einer Verschlechterung der Wasserqualität bis hin zum Umkippen des Gewässers führen. Die wiederholte Einleitung unzureichend geklärter Abwässer, aber auch die Einbringung von Phosphaten, Nitraten, Stickstoff und Pflanzenschutzmitteln über das Grundwasser führen allmählich zu einer übermäßigen Nährstoffanreicherung (Eutrophierung), infolgedessen organische Biomasse aufgrund von Sauerstoffmangel nicht mehr durch aerobe Bakterien abgebaut werden kann, so dass sich Faulschlamm bildet. Diese Probleme der Eutrophierung wird durch menschliche Eingriffe wie Flussbegradigungen durchgeführt oder Staustufen begünstigt, da diese sich auf die Fließgeschwindigkeit, die Wassertemperatur und Widerstandsfähigkeit von Gewässern auswirken.
Bei stehenden Gewässern wird dieses Problem durch die Globale Erwärmung weiter verschärft: Im Herbst und Frühling findet keine ausreichende Wasserzirkulation zwischen Sauerstoffreichem Oberflächenwasser und dem Grund des Gewässers mehr statt.

## Sanierungsmaßnahmen
Viele Faktoren, die das Ökosystem der Gewässer in Schieflage gebracht haben, sind bereits seit einigen Jahren unter Kontrolle. Als Maßnahmen seien hier beispielsweise der Verzicht auf Phosphate in Waschmitteln sowie eine bessere Klärung von Abwässern zu nennen. Die Beseitigung der Ursache alleine kann indes ein über lange Jahre geschädigtes Ökosystem nicht zwangsläufig wieder ins Gleichgewicht bringen. Zur Sanierung geschädigter Gewässer werden daher verschiedene zusätzliche Maßnahmen unternommen:
Reduzierung der Biomasse
Durch das Entfernen ufernaher Bepflanzung, Laub, Algen sowie das Abmähen von Wasser- und Unterwasserpflanzen wird die Biomasse im Gewässer reduziert.
Abfischen von Überbeständen
Die durch das Überangebot an Nahrung vorhandenen Bestände an Wasserlebewesen werden reduziert.
Biomanipulation
Die Biomanipulation versucht, über die Steuerung der Nahrungskette beispielsweise mit dem Besatz von Spitzenprädatoren wie Hechten eutrophe Seen zu sanieren.
Entschlammung des Bodens
Tote Biomasse, Faulschlamm und Sedimente werden vom Grund des Gewässers abgetragen.
Reinigung des Wassers durch Absetzung
Die festen Anteile des Sediments werden durch Absetzung vom Wasser getrennt, das gereinigte Wasser wird dem Gewässer wieder zugefügt.
Olszewski-Rohr
Das nährstoffreiche, sauerstoffarme Tiefenwasser wird abgeleitet.
Einbringen von Sauerstoff
Sauerstoffanreicherung des Wassers sowie einbringen von Sauerstoff in den Boden um die Selbstreinigung des Gewässers durch aerobe Bakterien zu fördern.

## Sanierung des Bodensees
Ziel aller Maßnahmen ist es letzten Endes, das ökologische Gleichgewicht des Gewässers und dessen Selbstreinigungsfähigkeit langfristig wiederherzustellen. Als herausragendes Beispiel für die erfolgreiche Gewässersanierung gilt der Bodensee, dessen Sanierung in den 1970er Jahren begann, als der See umzukippen drohte, und dessen vollständige Erholung fast 40 Jahre dauerte.